# Salto do Jacuí
Salto do Jacuí är en kommun i Brasilien.   Den ligger i delstaten Rio Grande do Sul, i den södra delen av landet, 1 600 km söder om huvudstaden Brasília. Antalet invånare är 11 880. Salto do Jacuí ligger vid sjön Represa Passo Peal.
Runt Salto do Jacuí är det ganska tätbefolkat, med 75 invånare per kvadratkilometer.